# Квинт Цецилий Метелл Нумидийский
Квинт Цеци́лий Мете́лл Нумиди́йский (лат. Quintus Caecilius Metellus Numidicus, умер после 98 года до н. э.) — древнеримский полководец и политический деятель, консул 109 года до н. э., цензор 102 года до н. э. Был представителем самого могущественного римского семейства той эпохи — Цецилиев Метеллов — и пользовался большим влиянием в сенате. Командовал римской армией во время Югуртинской войны и одержал ряд побед, но один из его подчинённых Гай Марий добился командования для себя. Тем не менее Метелл получил в 107 году до н. э. триумф и агномен Нумидийский, а в последующие годы достиг вершины карьеры — должности цензора.
Позже Квинт Цецилий стал самым непримиримым противником народного трибуна Луция Аппулея Сатурнина. Из-за козней последнего и Гая Мария был на некоторое время изгнан из Рима (100 год до н. э.), но в 98 году до н. э. вернулся на родину и был встречен с ликованием. Точная дата и обстоятельства его смерти неизвестны.

## Происхождение
Квинт Цецилий принадлежал к влиятельному плебейскому роду Цецилиев Метеллов, происходившему, согласно легенде, от сына бога Вулкана Цекула, основателя города Пренесте. Метеллы вошли в состав сенаторского сословия в начале III века до н. э.: первый консул из этого рода был избран в 285 году до н. э. В союзе с патрициями Сервилиями Цепионами Метеллы начиная со 140-х годов до н. э. возглавляли «аристократическую корпорацию» в сенате; в 120—110-е годы до н. э. они чаще, чем представители какой-либо другой семьи, получали высшие магистратуры.
Квинт был вторым сыном Луция Цецилия Метелла Кальва, консула 142 года до н. э., и племянником Квинта Цецилия Метелла Македонского. Старший брат Квинта Луций Цецилий Метелл Далматский, консул 119 года до н. э., прославился покорением далматов.

## Ранние годы
В молодости Квинт Цецилий изучал в Греции философию и риторику — в частности, слушал в Афинах Карнеада, «в то время уже дряхлого старика». Он последовательно прошёл все ступени cursus honorum; известно, что во время претуры, относящейся к 112 году до н. э., Метелл управлял провинцией, поставлявшей в Рим зерно. В 109 году до н. э. он получил консульство.
Квинт Цецилий был известен личной принципиальностью и отказывался использовать своё мастерство оратора в сомнительных предприятиях, к которым отнёс даже судебную защиту своего зятя, уличённого в мздоимстве на государственной службе. Неподкупность Квинта впоследствии признавали не только римляне, но и иноземные враги — такие, как Югурта. Его репутация была столь безупречной, что, когда Метелла обвинили в вымогательстве, судьи оправдали его, отказавшись открывать счётные книги. Цицерон рассказывает об этом так:

Когда Квинт Метелл, сын Луция, обвиненный в вымогательстве, отвечал перед судом, — знаменитый человек, для которого благо отечества было дороже возможности его видеть, который предпочел отказаться от пребывания в государстве, только бы не отказываться от своего мнения, — итак, когда он отвечал перед судом и присутствовавшим показывали его записи, предоставляя возможность проверки, то среди известных римских всадников, достойнейших мужей, не нашлось ни одного судьи, который не отвел бы глаз и не отвернулся бы, чтобы не показалось, будто он сомневается, правдиво ли или ложно внесенное Метеллом в официальные записи.
— Цицерон. В защиту Луция Корнелия Бальба, 11.
Этот процесс, вероятно, происходил сразу после претуры.

## Югуртинская война
Ещё до консулата Метелла начались война в Нумидии против местного царя Югурты, в которой римская армия потерпела позорное поражение при Сутуле (110 год до н. э.), и связанные с этим коррупционные скандалы. Квинт Цецилий получил Африку в качестве провинции как представитель одной из самых влиятельных семей и как политик, не связанный с Югуртой. Он принял у своего предшественника Спурия Постумия Альбина деморализованное войско. Первым делом ему пришлось восстанавливать дисциплину: консул прогнал торговцев, запретил солдатам иметь рабов и вьючный скот, приучил их к тяготам походной жизни и к работам по устройству лагеря.
Когда армия была готова к войне, Метелл вторгся в Нумидию. Он занял город Вага, а в битве при реке Мутул успешно отразил атаки войска Югурты. После этого он смог разграбить большую часть страны, уничтожая таким образом базу сопротивления. Но царь после поражения в открытом бою перешёл к партизанской тактике. Полномочия Метелла были продлены на следующий год (107 до н. э.), а тем временем и в армии, и в римских деловых кругах, связанных с Нумидией, росло недовольство, связанное с затянувшейся войной.
Этими настроениями воспользовался незнатный, но честолюбивый легат Квинта Цецилия Гай Марий. Он воевал очень успешно, но «и не думал приумножать этим славу Метелла»: война была для него способом достичь вершины карьеры — консульства, ради которого Марий был готов пойти на открытый разрыв со своим командиром и покровителем, когда это будет для него выгодно. После кампании 108 года Марий попросил проконсула отпустить его в Рим для участия в выборах, но получил резкий отказ. «Метелл, говорят, советовал ему не спешить с отъездом: для него… будет не поздно добиваться консулата вместе с его сыном», то есть через 20 с лишним лет. Тогда Марий начал действовать в обход командующего: он развернул агитацию против него среди воинов и находившихся в Нумидии римских деловых людей, обвиняя Метелла в намеренном затягивании войны и утверждая, что сам он быстро захватил бы Югурту и с половиной армии. В конце концов Метелл отпустил его в Рим — правда, всего за несколько недель до начала выборов.
Квинт Цецилий успел ещё разбить нумидийцев в очередном сражении и взять большой город Тала, вследствие чего Югурте пришлось бежать на запад и искать поддержки у своего тестя — мавретанского царя Бокха. Но тем временем в Риме Марий, используя поддержку плебса, всадников и народных трибунов, обвинявших Метелла в «уголовном преступлении», одержал победу на выборах и получил от народного собрания командование в Югуртинской войне — хотя сенат незадолго до того снова продлил полномочия Метелла. Узнав об этом, последний, по словам Саллюстия, «не справился с огорчением»: «он не удержался от слёз и наговорил лишнего». Не дожидаясь прибытия преемника, Квинт Цецилий оставил армию легату Публию Рутилию Руфу и вернулся в Рим.

## Продолжение карьеры
В Риме Метелл получил хороший приём со стороны не только нобилитета, но и плебса. Это может быть связано с тем, что многие сторонники Мария уехали следом за ним в Африку. Правда, народный трибун Тит Манлий Манцин, добившийся нумидийского командования для Мария, продолжал свои нападки на Квинта Цецилия, но последний заявил в своей речи перед народным собранием: «Что касается этого человека, поскольку он полагает, что возвысится, постоянно называя себя моим недругом, — он, которого я не принимаю ни как друга, ни как врага себе, — более о нём я говорить не собираюсь». Сенаторы считали войну уже практически выигранной Метеллом, а потому предоставили ему триумф и агномен Нумидийский.
Ряд последовавших за этим лет (104—100 до н. э.) Гай Марий беспрерывно занимал пост консула. В этой ситуации Квинт Цецилий стал самым последовательным и непримиримым противником Мария в сенате. В 103 году до н. э. Метелл победил на выборах в цензоры, причём его коллегой стал его двоюродный брат Гай Цецилий Метелл Капрарий. К этому же году относится столкновение Квинта Цецилия с народным трибуном Луцием Аппулеем Сатурнином, союзником Мария. Во главе вооружённых сторонников Сатурнин осадил Метелла на Капитолии, но был вытеснен оттуда всадниками. Детали случившегося неизвестны; об этих событиях рассказывает только Орозий, и есть предположение, что этот автор просто спутал Метелла Нумидийского с его дядей Метеллом Македонским, который был цензором тридцатью годами ранее и конфликтовал с народным трибуном Гаем Атинием Лабеоном.
Авл Геллий точно спутал Квинта Цецилия с его дядей в связи с цензурой: этот грамматик приписывает Метеллу Нумидийскому речь о необходимости брака, которую Октавиан Август прочёл в сенате, выдав за свою.
В следующем году Метелл, уже ставший цензором, решил изгнать из сената Сатурнина, ставшего частным лицом, и его союзника Гая Сервилия Главцию, но Капрарий не поддержал кузена, и тому пришлось уступить. Пользовавшийся поддержкой экс-трибуна Луций Эквиций, выдававший себя за сына Тиберия Гракха, всё же не был включён Метеллом в список римских граждан.
Ещё до истечения срока цензуры Квинт Цецилий выдвинул свою кандидатуру в консулы на 100 год до н. э., но Марий одержал над ним победу — если верить Плутарху, за счёт использования своих ветеранов и подкупа избирателей.

## Изгнание и поздние годы
В 100 году до н. э. Сатурнин стал народным трибуном во второй раз, причём, если верить Аппиану, исключительно ради мести Метеллу Нумидийскому. Последний как смертельный враг и Сатурнина, и Мария, стал для них главной мишенью. Принятый в этот год аграрный закон, предусматривавший наделение ветеранов Мария крупными земельными участками в ряде провинций, требовал присяги на верность ему со стороны всех сенаторов; Метелл, понимая, что этот закон приведёт к дальнейшему усилению его врагов, стал единственным, кто отказался приносить такую присягу. На следующий день Сатурнин прислал судебного пристава, чтобы удалить Метелла из здания сената; другие народные трибуны вступились за Квинта Цецилия, и тогда Луций Аппулей обратился к народному собранию, говоря, что из-за Метелла никто не получит землю. Началась подготовка отдельного закона об изгнании Метелла. Сторонники последнего начали всюду его сопровождать с оружием в руках, но Квинт Цецилий всё же предпочёл удалиться в изгнание, сказав: «Если дела пойдут лучше и народ одумается, я вернусь по его призыву, а если всё останется по-прежнему, то лучше быть подальше».
Метелл поселился в городе Траллы в Азии, или в Смирне, или на Родосе, где «жил жизнью философа». Сатурнин вскоре был убит во время беспорядков, и народные трибуны Марк Порций Катон и Квинт Помпей Руф предложили дать Квинту Цецилию право вернуться; это предложение было заблокировано Гаем Марием и Публием Фурием, несмотря на мольбы сына изгнанника и ряда других родственников: Луция Цецилия Метелла Диадемата, Гая Цецилия Метелла Капрария, Квинта Цецилия Метелла Непота, Луция Лициния Лукулла, Публия Сервилия Ватии, Публия Корнелия Сципиона Назики, а также, возможно, Квинта Сервилия Цепиона. Не все историки считают информацию о противодействии Мария правдоподобной; есть голоса как за, так и против (для Мария мог быть слишком невыгоден открытый конфликт с существенной частью римского общества, неизбежный в случае противодействия сторонникам Метелла).
Вскоре Публий Фурий был растерзан толпой, а консулами на 98 год до н. э. были избраны представители сенатской партии, в том числе Метелл Непот, двоюродный племянник Метелла Нумидийского. По предложению Квинта Калидия в 98 году до н. э. изгнанник был, наконец, восстановлен в правах гражданства. Источники рассказывают о внешней бесстрастности, с которой Метелл принял это известие, и о восторженной встрече, устроенной ему в Риме: не хватило дня, чтобы у городских ворот принять все поздравления. Возвращение Квинта Цецилия означало окончательную победу сената в его борьбе с Сатурнином и союзными ему политиками-демагогами. Марий незадолго до этого уехал на Восток, и Плутарх утверждает, что главной причиной его отъезда было нежелание стать свидетелем метеллова триумфа (А. В. Короленков называет это объяснение «весьма странным»).
Существовало мнение, что после своего возвращения Метелл «совершенно пал духом»; правда, Цицерон относился к этому мнению со скепсисом. В любом случае Квинт Цецилий не занимался больше политикой и, вероятно, вскоре умер. Его возвращение стало последним успехом аристократической «фракции» Метеллов, вскоре фактически прекратившей своё существование. Причиной этого могли стать как недовольство других знатных семейств, так и потеря Метеллами яркого лидера.
Согласно Цицерону, Метелл Нумидийский был отравлен Квинтом Варием. В историографии есть мнения как за эту версию, так и против неё.

## Потомки
У Квинта Цецилия был один сын того же имени, получивший почётное прозвание Пий (Благочестивый) и ставший консулом в 80 году до н. э.

## В художественной литературе
Метелл Нумидийский действует в исторических романах Милия Езерского «Марий и Сулла» и Колин Маккалоу «Первый человек в Риме» и «Венок из трав». При этом Маккалоу сделала Квинта Цецилия участником Нумантинской войны. По её версии, он был отравлен Суллой.